# Бальдасси, Эктор
Эктор Вальтер Бальдасси (исп. Héctor Walter Baldassi; род. 5 января 1966, Рио-Себальос, Кордова) — аргентинский футбольный арбитр и депутат нижней палаты Национального конгресса Аргентины. Владеет испанским и английским языками. В свободное от судейства время занимался собственным бизнесом. Арбитр ФИФА, судил международные матчи с 2000 по 2011 год.
Один из арбитров розыгрыша финальной стадии чемпионата мира 2010 в ЮАР. В среднем за игру показывал 4,58 жёлтой и 0,39 красной карточек, рекорд — десять предупреждений и одно удаление (данные на июль 2010 года).

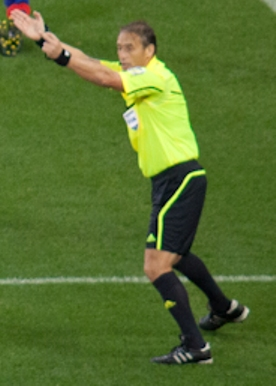
Бальдасси во время работы на Чемпионате мира 2010.

После завершения карьеры футбольного арбитра занялся политикой. В 2013 году возглавил список партии Республиканское предложение (PRO) от провинции Кордова. Сумел избраться в Палату депутатов Аргентины.